# Drosophila serenensis
Drosophila serenensis är en tvåvingeart som beskrevs av Brncic 1957. Drosophila serenensis ingår i släktet Drosophila och familjen daggflugor.
Artens utbredningsområde är Chile.